# Église Sant'Eufemia de Venise
L'église Sant'Eufemia (en italien : Chiesa di Sant'Eufemia) est une église catholique, située dans l'île de Giudecca à Venise, en Italie.

## Histoire et description
Elle a été initialement construit au IXe siècle dans le style vénitien-byzantin puis restaurée et reconstruite à plusieurs reprises. La dernière au XVIIIe siècle, lorsque la façade a été modifiée, des stucs ont été rajoutés à la nef centrale et aux voûtes à l'intérieur et trois retables ajoutés : «Jésus parmi les médecins» dans la chapelle de saint François , Une «Visitation de la Vierge» par Giovanni Battista Canal et «L'Adoration des Mages» par Jacopo Marieschi. La peinture au plafond est également réalisée par Canal dans le style de Giambattista Tiepolo et montre des scènes relatives au sainte patronne de l'église - son baptême dans l'allée gauche, la sainte glorieuse dans la nef centrale et les épisodes de sa vie dans le couloir droit.
Son côté droit donne sur le canal de la Giudecca et dispose d'un portique avec des colonnes de style dorique, prises à l'église voisine et à l'église Saints-Biaggio-et-Cataldo lors de la restauration de 1593.
Dans une niche à l'intérieur du porche se trouve une représentation en style gothique du «saint évêque» au-dessous d'une crucifixion du XIVe siècle en style byzantin, placée dans une lunette à trois facettes.
L'intérieur est organisé en plan basilical à trois nefs, dont les colonnes originales et les chapiteaux survivent. Une chapelle abrite maintenant les restes de la bienheureuse Giuliana de Collalto (it), translatée en 1822, de Santi Biagio e Cataldo. L'allée gauche abrite également une sculpture en marbre du XVIIIe siècle de la Vierge Marie et du Christ par Giovanni Maria Morlaiter (en) à gauche, tandis que le premier retable dans l'allée droite abrite la partie centrale d'un triptyque de saint Roch et l'ange sous une lunette de la Vierge et l'Enfant, tous deux par Bartolomeo Vivarini et datant de 1480. Le presbytère abrite également une peinture de la dernière cène par Benfatto Alvise Dal Friso, de l'école de Paul Véronèse.

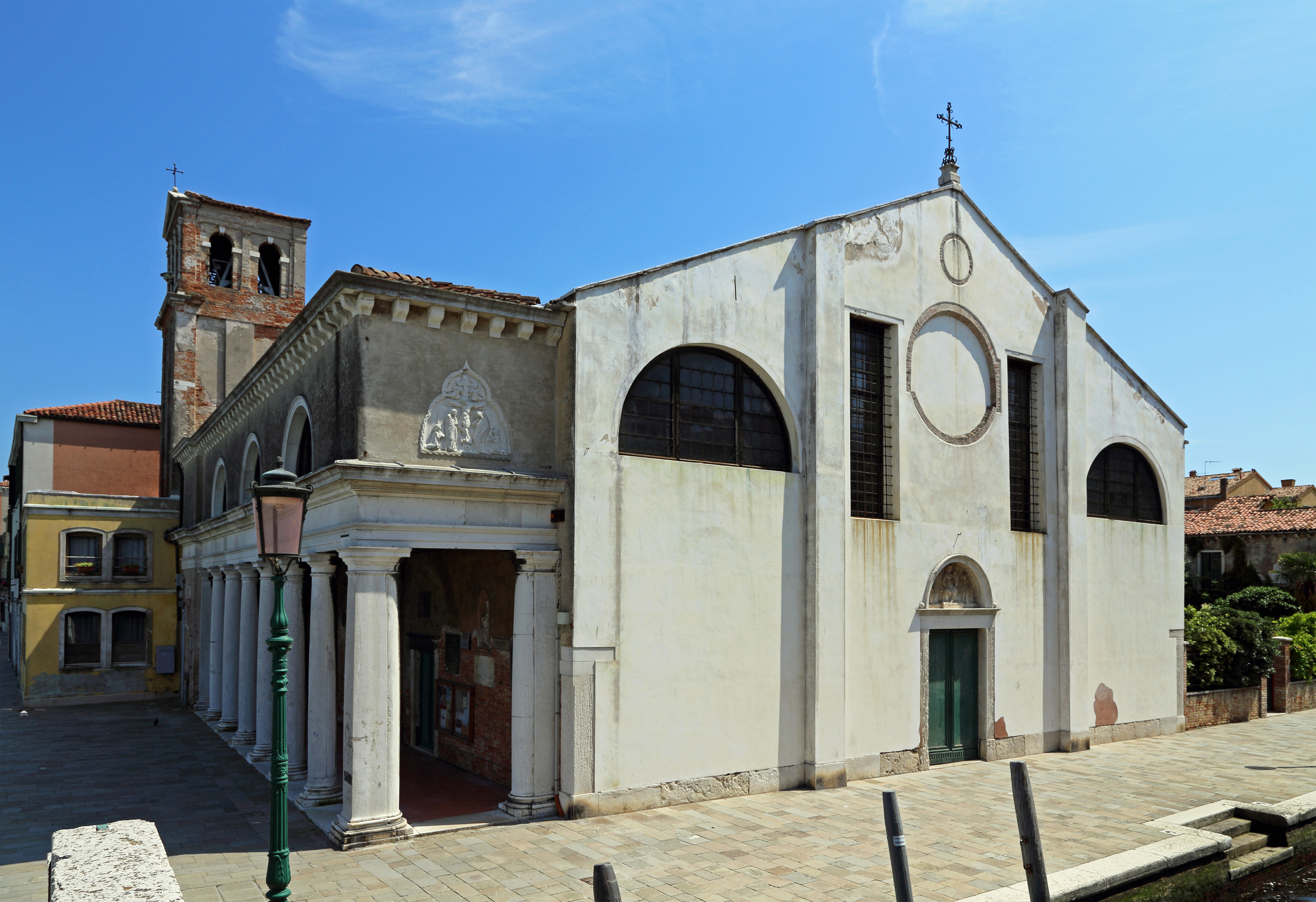
Façade ouest
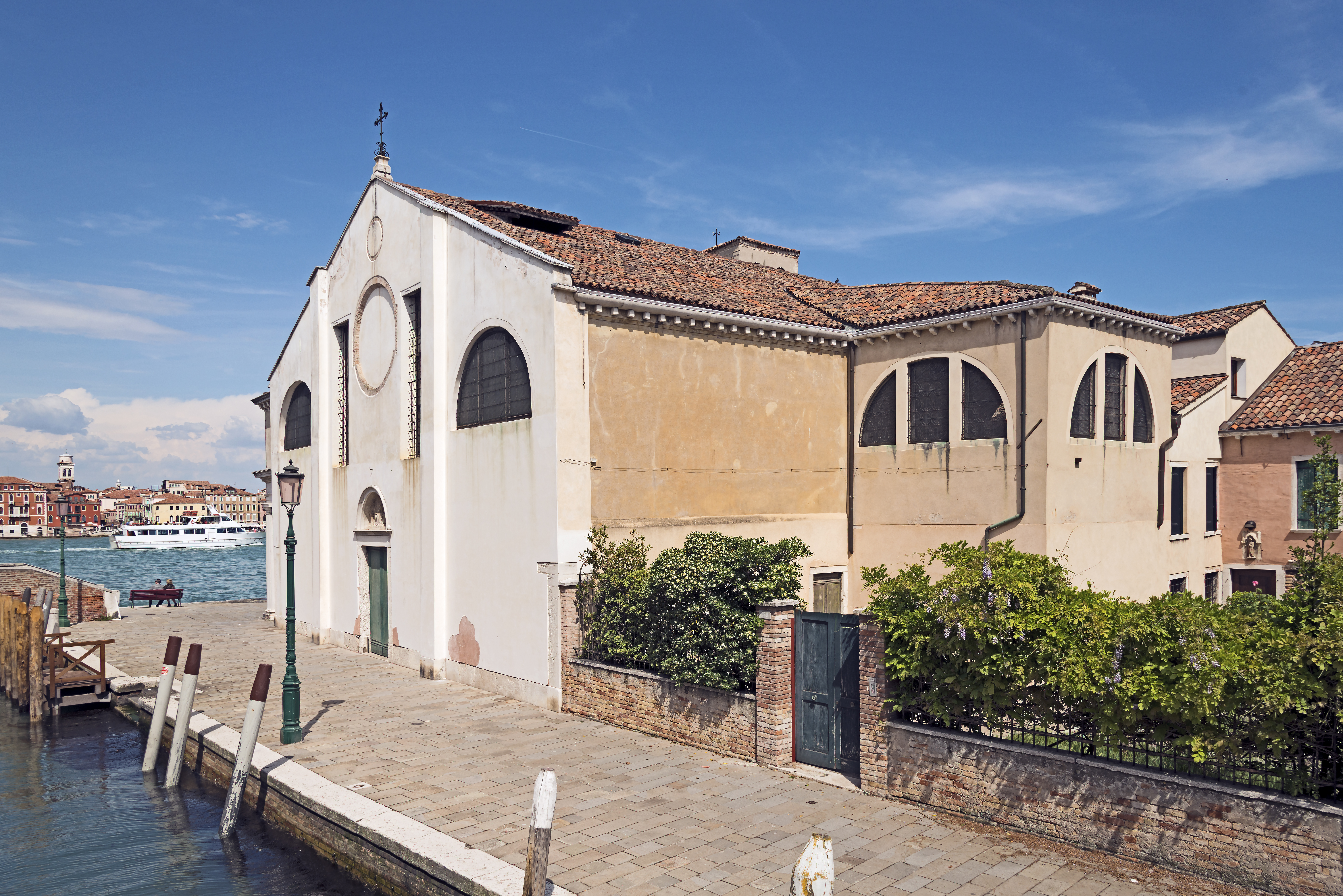
Vue du pont privé sur le Rio di Santa Eufemia

## Œuvres conservées dans l'église
- Saint Roch et l'ange, 1480, Bartolomeo Vivarini

## Source de la traduction
- (en) Cet article est partiellement ou en totalité issu de l’article de Wikipédia en anglais intitulé « Sant'Eufemia, Venice » (voir la liste des auteurs).